# Nombre pandigital
Un nombre pandigital (ou nombre pannumérique) est un nombre comportant tous les chiffres (avec ou sans 0) dans une base donnée. 
Si on exige que les chiffres n'apparaissent qu'une unique fois, il y en a alors, en base n, (n-1) x (n-1)! en comptant le 0 et (n-1)! sinon, (factorielle de (n-1)) . Soit en base dix 9! = 362 880 sans le 0 et 9 x 9! = 3 265 920 avec le 0.